# Stanisław Szumski (podpułkownik)
Stanisław Szumski (ur. 15 października 1885) – podpułkownik piechoty Wojska Polskiego.

## Życiorys
Urodził się 15 października 1885 w rodzinie Konrada. 1 stycznia 1909, w stopniu podporucznika, pełnił służbę w 17 Archangielskim Pułku Piechoty w Żytomierzu. W czasie I wojny światowej, w stopniu sztabskapitana, walczył w szeregach 229 Skwirskiego Pułku Piechoty należącego do 58 Dywizji Piechoty.
Służył w 26 Pułku Piechoty. 15 lipca 1920 został zatwierdzony z dniem 1 kwietnia 1920 w stopniu majora, w piechocie, w grupie oficerów byłych Korpusów Wschodnich i byłej armii rosyjskiej.
3 maja 1922 został zweryfikowany w stopniu majora ze starszeństwem z 1 czerwca 1919 i 263. lokatą w korpusie oficerów piechoty. 10 lipca tego roku został zatwierdzony w macierzystym pułku na stanowisku dowódcy batalionu. W 1923 pełnił obowiązki dowódcy batalionu sztabowego. 1 grudnia 1924 został mianowany podpułkownikiem ze starszeństwem z 15 sierpnia 1924 i 69. lokatą w korpusie oficerów piechoty, a następnie wyznaczony na stanowisko zastępcy dowódcy 26 pp. W maju 1925 został przeniesiony do 85 Pułku Piechoty w Nowej Wilejce na stanowisko dowódcy I batalionu. W maju 1926 został przeniesiony z 19 do 26 pp i wyznaczony na stanowisko dowódcy I batalionu. W maju 1927 został przesunięty w 26 pp na stanowisko zastępcy dowódcy pułku. W listopadzie tego roku został przeniesiony do kadry oficerów piechoty z równoczesnym przydziałem do Komendy Miasta Przemyśl na stanowisko referenta bezpieczeństwa i dyscypliny (w 1928 Komenda Placu Przemyśl). Z dniem 28 lutego 1929 został przeniesiony w stan spoczynku.
W 1934, jako oficer stanu spoczynku pozostawał w ewidencji Powiatowej Komendy Uzupełnień Łuck. Posiadał przydział do Oficerskiej Kadry Okręgowej Nr II. Był wówczas „przewidziany do użycia w czasie wojny”.

## Ordery i odznaczenia
- Krzyż Walecznych[17][18]
- Order Świętej Anny 2 stopnia z mieczami[3]
- Order Świętego Stanisława 2 stopnia z mieczami[3]
- Order Świętej Anny 3 stopnia z mieczami i kokardą[3]
- Order Świętej Anny 4 stopnia z napisem „za odwagę”[3]